# Karin Karlsbro
Karin Sonja Charlotta Karlsbro, född 23 september 1970 i Roslags-Bro församling i Stockholms län, är en svensk politiker (liberal). Sedan 2019 är hon Europaparlamentariker för Liberalerna.
I Europaparlamentet tillhör Karlsbro den liberala partigruppen Renew Europe. Hon är vice ordförande i utskottet för internationell handel (INTA), suppleant i miljöutskottet (ENVI) och suppleant i fiskeriutskottet (PECH). Under mandatperiod 2024–2029 är Karlsbro Europaparlamentets huvudförhandlare för alla ärenden som rör ekonomiskt stöd till Ukraina. Bland annat ledde hon förhandlingarna om att skicka avkastningen från de frysta ryska tillgångarna till Ukraina. Karin Karlsbro rankades under mandatperiod 2019–2024 som den mest aktiva svenska Europaparlamentarikern i Europaportalens sammanställning.
Karlsbro har tidigare haft ett flertal förtroendeposter för Liberalerna i Stockholm och Norrtälje samt i Liberalernas nätverksorganisationer. Hon är adjungerad i Liberalernas partistyrelse. Åren 1995–1997 var hon förbundsordförande i Liberala ungdomsförbundet.
Åren 2000–2006 var hon kanslichef för Liberalernas riksdagskansli. Under Alliansregeringen 2006–2010 var hon stabschef hos dåvarande integrationsminister Nyamko Sabuni.

## Tidiga år
Karin Karlsbro är uppvuxen i Drottningdal, en by i Norrtälje kommun. Hon innehar en juridisk examen från Stockholms universitet. 2015 studerade hon internationella relationer vid London School of Economics.
Karlsbro har uttryckt att hon har haft med sig det politiska engagemanget hemifrån, där hennes föräldrar ofta var aktiva i samhällsfrågor. Karlsbro var även tidigt engagerad i föreningslivet. Som barn var hon aktiv i Svenska Missionsförbundets Ungdom (SMU), och har kommenterat att det tidigt gav henne ett internationellt perspektiv på aktuella händelser.
När hon i tonåren engagerade sig politiskt i Liberalernas ungdomsförbund var det enligt egen utsago mycket tack vare sina erfarenheter från aktivism i föreningslivet.

## Ordförande i Liberala Ungdomsförbundet
Åren 1995–1997 var Karlsbro förbundsordförande i Liberala Ungdomsförbundet. Hon blev enhälligt nominerad av förbundets valberedning i maj 1995, och valdes till posten under förbundskongressen i juni samma år. Inför sitt tillträde hade Karlsbro bland annat profilerat sig med en vilja att öka det politiska deltagandet och engagemanget hos ungdomar. Karlsbro var även tidigt engagerad i att förnya det dåvarande Folkpartiet, och uppmuntrade bland annat partiet att ta fler politiska initiativ och stärka liberalismen. Karlsbro arbetade även redan innan sitt tillträde som ordförande i LUF – i rollen som vice ordförande – med att Folkpartiet skulle profilera sig tydligare i EU-frågor och andra internationella frågor.
Karlsbro drev fortsatt som ungdomsförbundets ordförande frågan om att fördjupa EU-samarbetet och inflytandet i Sverige. Hon var också aktiv i att förespråka ett svenskt medlemskap i Nato. Under Karlsbros ordförandetid blev det även LUF:s officiella ståndpunkt i Nato-frågan.
Under hennes ordförandetid låg mycket politiskt fokus på frågor rörande det forna Jugoslavien. Karlsbro och LUF markerade ofta missnöje med Sveriges hantering av Balkan-frågan. Karlsbro kallade det “regeringens osynliga Bosnien-politik”, och ansåg att svensk hantering visade initiativlöshet och otydlighet. Karlsbro menade att bristen på internationell uppbackning och samverkan var ett misslyckande även från andra aktörers sida, som bland annat FN.
Under ett besök i Bosnien 1996 stoppades Karlsbro, tillsammans med andra liberala representanter, av nationell polis. Gruppen kvarhölls och polisen krävde att söka igenom väskor och att beslagta filmer som gruppen hade tagit bland annat när de träffat aktivister i landet. Karlsbro menade efteråt att det var uppenbart dåligt ställt med mänskliga fri- och rättigheter i landet.

## Yrkesliv

### Kanslichef Folkpartiets riksdagskansli
Karlsbro var kanslichef på Folkpartiets riksdagskansli från år 2000. Vid valet 2002 fick Folkpartiet 13,3 % av rösterna, vilket innebar att partiets riksdagsmandat ökade från 17 till 48 stycken. Karlsbro fick i rollen som kanslichef ansvar för den stora omorganiseringen som krävdes i och med ökningen i kansligruppens storlek. Hon innehade tjänsten till år 2006, då Folkpartiet vid riksdagsvalet blev en del av alliansregeringen.

### Stabschef på regeringskansliet
Åren 2006–2010 arbetade Karlsbro som politiskt sakkunnig och stabschef för statsrådet Nyamko Sabuni, dåvarande integrationsminister för Folkpartiet. Från januari 2007 var Karlsbro anställd på det nyinrättade integrations- och jämställdhetsdepartementet, under Sabunis ledning.
Under tiden i regeringskansliet arbetade Karlsbro främst med jämställdhetsfrågor. Till dessa hörde alliansens satsningar mot mäns våld mot kvinnor, hedersrelaterat våld och hedersförtryck. Flera satsningar gjordes även mot barnäktenskap och arrangerade äktenskap. Hon deltog i att ta fram en handlingsplan för att bekämpa våld mot kvinnor och hedersrelaterat våld, vilken lanserades i november 2007.

### Gruppledare, kommunfullmäktige Norrtälje 2014–2018
Under mandatperioden 2014–2018 var Karlsbro gruppledare för Liberalerna i Norrtälje kommun. Profilerade frågor som hon arbetade med för kommunens räkning var bland annat skolan, jämställdhet, integration och miljö. Hon valde vid mandatperiodens slut att inte kandidera igen till nästföljande period.

### Övriga uppdrag
Inför riksdagsvalet 2014 innehade Karlsbro uppdraget som miljöpolitisk talesperson för Liberalerna. Hon var aktiv i valkampanjen och deltog i flera delar av Liberalernas valarbete. I riksdagsvalet blev hon ersättare och tjänstgjorde som statsrådsersättare för integrationsminister Erik Ullenhag under perioden 9 september–3 oktober 2014, ett uppdrag som avslutades i samband med att regeringen Löfven tillträdde. Efter valet tillträdde Karlsbro som ordförande för Gröna Liberaler, ett rikstäckande nätverk inom Liberalerna med fokus på miljö- och hållbarhetsfrågor.
Karlsbro var även egenföretagare mellan 2010 och 2015. På det egna konsultföretaget arbetade hon med rättsliga frågor och kommunikation. I september 2015 tillträdde hon som hållbarhetschef hos branschorganisationen Fastighetsägarna, där hon arbetade till 2019.
Karlsbro innehade även posten som första vice ordförande för Liberalerna i Stockholms län, vilken avslutades 2019 i samband med hennes tillträde till Europaparlamentet.

## Europaparlamentariker

### Valet 2019
Karlsbro blev i 29 mars 2019 i ett sent skede utsedd till Liberalernas förstanamn till Europaparlamentsvalet. Liberalernas kampanj skedde under sloganen “Ja till Europa”. Bland de prioriterade frågorna fanns bland annat ett stärkt Europasamarbete i frågor som migration, klimat, säkerhet och arbetsmarknad.
På valdagen i maj 2019 fick Karlsbro sammanlagt 15 826 personkryss, motsvarande 9,2 % av Liberalernas totala röster. Procentuellt var hon därmed den sjunde mest kryssade svenska parlamentarikern.

### Valet 2024
I Europaparlamentsvalet 2024 var Karlsbro återigen Liberalernas förstanamn. Partiet gick marginellt framåt och Karlsbro blev vald för en andra mandatperiod.

### Europaparlamentariker
Karlsbro har sedan 2019 innehaft Liberalernas enda mandat i Europaparlamentet. Hon tillhör den liberala partigruppen Renew Europe, som är parlamentets femte största. I gruppen sitter även Centerpartiets ledamöter, tillsammans med bland andra finländska Svenska folkpartiet, danska Venstre och franska Renaissance.
Karlsbro var redan innan sitt tillträde i Europaparlamentet en stor förespråkare för att EU skulle ställa högre krav på medlemsstaterna i frågor om rättigheter för medborgare och rättsstatens principer. Hon har fortsatt i parlamentet varit aktiv i arbetet för kravet på att rättsstatens principer ska efterlevas i samtliga EU:s medlemsstater. Bland annat har hon varit en stark kritiker av Viktor Orbán och utvecklingen i Ungern, och förespråkat möjligheten att dra in finansiellt EU-stöd som sanktion.
Karlsbro är även en aktiv förespråkare för sexuell och reproduktiv hälsa, och har vid flera tillfällen kritiserat bland annat det polska regeringspartiet Lag och rättvisa (PiS) för inskränkningar i aborträtten. Under Europadagen i maj 2020 startade hon kampanjen #VärderingarnasEuropa till förmån för den polska kvinnorättsorganisationen Federa, som arbetar för sexuella och reproduktiva rättigheter i Polen.
De stora protesterna i Belarus i samband med landets regeringsval 2020 har också varit en prioriterad fråga för Karlsbro. I rollen som vice ordförande för Delegationen med EU:s kontakter med Belarus markerade hon vid flera tillfällen mot den belarusiska regimen, och uppmuntrade EU och dess medlemsländer att ta till åtgärder.
En annan prioriterad fråga för Karlsbro i Europaparlamentet är ineffektivitet i EU-förvaltningen. Hon har bland annat varit aktiv med att ifrågasätta parlamentets sessioner i Strasbourg. Hon har kommenterat att de “[...] slösar på EU-medborgarnas skattemedel, [...] tar onödig tid från politiker och tjänstemän och [...] skapar klimatutsläpp från totalt onödiga resor”.
I oktober 2020 rankades Karlsbro som den svenska ledamoten med näst störst inflytande i Europaparlamentet i ett influence index som publicerades av oberoende Vote Watch Europe. Karin Karlsbro rankades under mandatperiod 2019-2024 som den mest aktiva svenska Europaparlamentarikern i Europaportalens sammanställning.

#### Utskottsarbete
Karlsbro är sedan 2019 ordinarie ledamot i utskottet för internationell handel (INTA). Sedan 2024 är hon utskottets vice ordförande och innehar uppdraget som Europaparlamentets huvudförhandlare för alla ärenden som rör ekonomiska frågor med Ukraina. Som huvudförhandlare ledde hon arbetet för att få parlamentet att godkänna EU-kommissionens förslag om att skicka avkastningen från de frysta ryska tillgångarna till Ukraina. 
Hon har också varit skuggrapportör för handelsavtalen med Vietnam och Australien–Nya Zeeland. Hon var därmed ansvarig förhandlare för gruppen gällande frihandelsavtalet mellan EU och Vietnam, vilket röstades igenom i Europaparlamentet i början av 2020. Avtalet var det första i sitt slag mellan EU och Vietnam, och avskaffade bland annat 99 % av tullarna för båda sidor. Det slutgiltiga avtalet var även villkorat bland annat med åtaganden om att stärka rättigheter för arbetare, och åtaganden för miljön som att Vietnam ska leva upp till Parisavtalet.
Karlsbro var även, med start mars 2020, ansvarig för att koordinera utskottets arbete med CBAM: Carbon Border Adjustment Mechanism (klimattullar). Mekanismen är ett förslag från Europakommissionen om att varor som importeras till EU ska beskattas för koldioxidutsläpp på samma sätt som varor som producerats inom EU.
Karlsbro har även varit skuggrapportör för FLEGT, EU:s ramverk för hållbar handel. Bland annat har hon inkommit med yttranden om EU:s roll i att skydda och återställa världens skogar.
Karlsbro har även sedan 2019 varit omväxlande suppleant och ordinarie ledamot i utskottet för miljö, folkhälsa och matsäkerhet (ENVI). Under mandatperiod 2024–2029 är hon suppleant i fiskeriutskottet (PECH) där hon arbetar aktivt för att rädda strömmingen i Östersjön. Hon har även tidigare varit ledamot i Europaparlamentets underutskott för mänskliga rättigheter (DROI).

#### Övriga parlamentariska uppdrag
Under Karlsbros andra mandatperiod är hon medlem i parlamentets delegation för samarbete i norr och för kontakten med Schweiz och Norge, till den gemensamma parlamentarikerkommittén EU-Island och till EES gemensamma parlamentarikerkommitté. Hon är även suppleant i parlamentets delegation för kontakter med USA samt suppleant i parlamentets delegation för kontakter med Indien.
Karin Karlsbro var 2019–2024 vice ordförande i Europaparlamentets delegation för kontakter med Belarus och suppleant i den europaparlamentariska samarbetskommittén EU–Ukraina. Hon var under samma år även medlem i den parlamentariska församlingen Euronest.